# 美國夢之安魂曲
《美國夢之安魂曲》（英語：Requiem for the American Dream）是2015年美國紀錄片，由彼得·哈奇森（Peter Hutchison）、凱利·尼克斯（Kelly Nyks）和傑瑞德·史考特（Jared P. Scott）導演及兼任製片人，主要內容是三名導演在四年之內對知名學者諾姆·杭士基的采访。片中杭士基透過10個基本問題分析了美國的社會經濟演變。
2015年4月18日在紐約翠貝卡電影節首映。

## 外部連結
- 互联网电影数据库（IMDb）上《美國夢之安魂曲》的资料（英文）
- 豆瓣电影上《美國夢之安魂曲》的資料 （简体中文）